# Elsa Anka
María Elsa Anca Lardín (Barcelona, 16 de diciembre de 1965) es una presentadora española de televisión.

## Biografía
Sus inicios profesionales se sitúan en el mundo de la publicidad, aunque ya en 1986 hizo sus primeras apariciones en televisión, interpretando pequeños papeles en los sketches del programa Ahí te quiero ver que presentaba Rosa María Sardà en TVE. 
Posteriormente, en 1990 presenta Polvo de estrellas en Antena 3 y en 1993, se unió a Emilio Aragón y Belén Rueda en el magazín Noche, noche. El programa, sin embargo, no alcanzó los índices de audiencia esperados y fue retirado de la parrilla tras unos meses.
Su siguiente experiencia en la pequeña pantalla fue en Telemadrid, copresentando, junto a Juan Manuel López Iturriaga el programa deportivo El friqui, durante la temporada 1994-1995.
Seguirían Persones humanes (1995-1996) en TV3, Sonría, por favor (1996), en Telecinco, Puerta a la fama (1996), en Telemadrid, “Mira’t-ho bé” (1997) en TV3; El Gran Juego de la Oca (1998), con Andrés Caparrós y Paloma Marín en Telecinco y Todo en familia (1999) con Ramón García en TVE, El gran parchís TV (2001), en Telemadrid y El Show de los Números Rojos (2001) en Canal 9.
Durante ese tiempo también probó suerte como actriz y participó en el montaje de la obra Tócala otra vez, Sam de Woody Allen.
En 2003 participó en el espacio La isla de los famosos de Antena 3 donde fue la sexta expulsada de la isla con uno de los mayores porcentajes del programa, con el 96% de los votos, tres años después apareció en el concurso de patinaje El desafío bajo cero, de Telecinco. Posteriormente, trabajó como actriz de doblaje.
En febrero de 2005, protagonizó la portada de la revista Interviú, cuando esta cumplía su número 1.500.
Entre los años 2007 y 2008 presenta el  programa Zapping de Zapping  en 8tv y paralelamente colabora en el programa Condició Femenina en Canal Català. 
En 2010 participó en la película Herois dirigida por Pau Freixas y Albert Espinosa. En 2011 protagoniza un spot publicitario para Móvil por Euros.
En 2012 trabaja en un programa de videncia, como presentadora e introductora de un vidente conocido como Maestro João. Además participa en la serie Hospital Central, en el capítulo 291 "Al Central".
En 2012 conduce como presentadora la II edición de los Premios Quearte dentro de Pasarela Viana. Gala que premia a personajes de la cultura, la moda, la comunicación y el arte. Siendo la primera presentadora pública y oficial de la gala. En 2014 reaparece en televisión en el programa de Sálvame hablando de su trayectoria en televisión entre otros.
En  noviembre y diciembre de 2014 colabora como invitada en varios programas de Gran Hermano 15: El Debate en (Telecinco).
En enero de 2015 se anuncia que será la nueva presentadora del programa Perdona? en Canal BOM y RAC105 TV. Paralelamente, desde diciembre de 2015 colabora esporádicamente en el programa Trencadís en 8tv. En mayo de 2017 comienza a colaborar en Cazamariposas.
Actualmente es relaciones públicas de IM Clinic, clínica de cirugía plástica y estética. 
Su hija Lidia Torrent trabaja en el programa televisivo First Dates de Mediaset España entre otros.
En 2021, Mediaset España confirma la participación de Elsa Anka en el docu-reality Los miedos de . . ., que trata de que en cada programa los concursantes intenten superar sus miedos a base de pruebas. En este programa coincidirá con las periodistas Lydia Lozano y Chelo García-Cortés, los presentadores Carlos Sobera, Boris Izaguirre y Toñi Moreno, las cantantes Melody y Toñi Salazar o los actores Loles León y Mario Vaquerizo.
Durante la baja por maternidad de su hija Lidia en el año 2022, Elsa la sustituye en el programa First Dates.
En verano de 2023 colabora en  La última noche en Telecinco y es una de las presentadoras del micro espacio "Enphorma" en los canalas de Mediaset España.